# Coccocypselum erythrocephalum
Coccocypselum erythrocephalum är en måreväxtart som beskrevs av Adelbert von Chamisso och Diederich Franz Leonhard von Schlechtendal. Coccocypselum erythrocephalum ingår i släktet Coccocypselum och familjen måreväxter. Inga underarter finns listade i Catalogue of Life.